# Litispendens
Litispendens, även litis pendens och lis pendens (från lat. "lis pendens": pågående mål; "lis alibi pendens": annorstädes pågående mål), är en processrättslig princip. Litispendens innebär att om samma spörsmål redan är uppe för prövning i ett mål får det inte upptas till ny prövning av annan myndighet eller domstol i annat mål. Talan ska därmed avvisas.

## Vad är litispendens?
I brottmål innebär detta att den tilltalade inte kan stå åtalad för samma brott i två olika domstolar. Principen följer av Rättegångsbalken (1942:740) [cit. RB] 45 kap 1 § st 3.
I tvistemål innebär det att käranden inte kan väcka talan mot en svarande om samma sak. Principen kan utläsas i RB 13 kap. 6 §.
I mål inom förvaltningsrätten innebär det att en myndighet inte kan fatta ett nytt beslut i ett överklagat ärende förrän överklagandet har prövats och beslutet har vunnit laga kraft. Ett vanligt exempel är att någon överklagar ett myndighetsbeslut, och innan överklagandeprocessen är avslutad inkommer med en ny identisk ansökan till myndigheten. Det föreligger då litispendens, och myndigheten som tar emot ansökan måste invänta överrättens beslut innan den kan besluta i ärendet.

## Hur uppstår litispendens?

### Allmänt
För att avgöra om två frågor är litispendens krävs att tre rekvisit är uppfyllda:
1 - Mål 1 pågår när talan 2 väcks
2 - Fråga om samma parter i målet (ej krav på samma partsställning)
3 - Fråga om samma sak/samma fråga i målen (frågans identitet)

#### Tvistemål
De två första rekvisiten är ganska enkla att bedöma. Det tredje är desto svårare. I tvistemål anses samma sak föreligga om det är frågan om:
3.1 - Samma parter (samma som rekvisit 2)
3.2 - Samma rättighet/skyldighet (t.ex. samma avtal)
3.3 - Samma tidsperiod (t.ex. samma hyresperiod när en betalning av hyra ska avgöras)

#### Brottmål
De två första rekvisiten är desamma som ovan. I brottmål bedöms dock samma sak/samma fråga enligt två olika definitioner som lyckligtvis oftast harmoniserar.
Per Olof Ekelöf anser att samma sak föreligger om det är överensstämmelse avseende endera handlingen eller objektet/brottsresultatet.
Karl Olivecrona anser att samma sak föreligger om det är väsentligen samma händelseförlopp.
Uppfylls inte rekvisiten (1, 2, 3) så föreligger inte litispendens och frågan kan tas upp till prövning. 